# Vlag van Westwoud

Vlag van de gemeente Westwoud
(1975-1979)

De vlag van Westwoud is op 11 december 1975 per raadsbesluit vastgesteld als de gemeentelijke vlag van de Noord-Hollandse gemeente Westwoud. Het ontwerp was van de Stichting voor Banistiek en Heraldiek. De vlag kan als volgt worden beschreven:
Zeven horizontale banen van wit en zwart, met een hoogteverhouding van 5:1:1:1:1:1:5, met langs de broeking over de drie middelste banen een groene stadskroon.
De kleuren zwart en wit zijn afgeleid van het gemeentewapen en er is gekozen voor de groene kleur om de vlag wat vrolijker te maken. De drie zwarte strepen verwijst naar de drie dorpen Oudijk, Binnenwijzend en Westwoud, die op het gemeentewapen worden gesymboliseerd als drie zwarte vogels. In de 15e eeuw werd de "stede" (stad) Westwoud genoemd, daarom heeft de vlag een stadskroon.
Het bleef tot de opheffing van de gemeente in 1979 in gebruik. Westwoud is opgesplitst over diverse gemeenten, waarbij het grootste deel onder Drechterland is komen te vallen.

## Verwante afbeelding

Wapen van Westwoud

Akersloot
· Andijk
· Anna Paulowna 
· Assendelft 
· Beemster 
· Bennebroek 
· Blokker 
· Broek in Waterland 
· Bussum 
· Callantsoog 
· Edam 
· Egmond 
· Egmond aan Zee 
· Egmond-Binnen 
· Graft-De Rijp 
· 's-Graveland 
· Haarlemmerliede en Spaarnwoude 
· Harenkarspel 
· Heerhugowaard 
· Hensbroek 
· Hoogwoud 
· Ilpendam 
· Jisp 
· Krommenie 
· Langedijk 
· Limmen 
· Marken 
· Midwoud 
· Monnickendam 
· Muiden 
· Naarden 
· Nederhorst den Berg 
· Nibbixwoud 
· Niedorp 
· Noorder-Koggenland 
· Obdam 
· Opperdoes 
· Schermer 
· Schermerhorn 
· Schoorl 
· Sint Maarten 
· Terschelling 
· Terschelling en Vlieland 
· Twisk 
· Venhuizen 
· Vlieland 
· Warmenhuizen
· Weesp
· Wervershoof 
· Wester-Koggenland 
· Westwoud 
· Westzaan 
· Wieringen 
· Wieringermeer 
· Wijdewormer 
· Wognum 
· Wormer 
· Wormerveer 
· Zaandam 
· Zaandijk 
· Zeevang 
· Zijpe